# Patrice François
Patrice François, né le 6 septembre 1953, est un homme politique français.

## Parcours politique
Suppléant de Geneviève Fioraso, nommée Ministre de l'Enseignement supérieur et de la Recherche dans le gouvernement Ayrault I il est brièvement député de la première circonscription de l'Isère du 17 au 19 juin 2012, date de la fin de la XIIIe législature. Il siège parmi les non-inscrits, l'Assemblée nationale ne se réunissant plus.